# Temple of the Dog (Album)
Temple of the Dog ist das einzige Studioalbum der gleichnamigen US-amerikanischen Grunge-Supergroup Temple of the Dog.

## Entstehung
Das Projekt entstand unmittelbar nach der Auflösung der Band Mother Love Bone. Die Gruppe löste sich aufgrund des Todes ihres Sängers Andrew Wood auf, der am 19. März 1990 an einer Überdosis Heroin starb. Die verbliebenen Mitglieder Stone Gossard und Jeff Ament gründeten daraufhin ihre eigene Band, aus der später Pearl Jam hervorging. Allerdings beschloss man mit den befreundeten Musikern Chris Cornell und Matt Cameron, der Band Soundgarden ein Projekt zu Ehren Woods zu starten. Cornell schrieb mit Say Hello 2 Heaven und Reach Down zwei Lieder, die er Wood widmete und es später auch auf das Album schafften, da er sie für Soundgarden unpassend fand. Eigentlich wollte die Band es bei diesen zwei Liedern belassen, doch es wurden noch acht weitere geschrieben und eingespielt, sodass ein komplettes Album zustande kam. Dem Projekt schloss sich ebenfalls der Pearl Jam-Gitarrist Mike McCready an. Deren Sänger Eddie Vedder sang auf Hunger Strike mit Leadsänger Chris Cornell im Duett und wirkte auf weiteren Liedern im Hintergrund mit. Parallel dazu entstand das Pearl Jam-Debüt Ten. Temple of the Dog wurde zwischen November und Dezember 1990 fertiggestellt und erschien am 16. April 1991 über die Plattenfirma A&M Records. Produziert wurde das Album von Rick Parashar, der auch auf Call Me a Dog, Times of Trouble und All Night Thing Piano spielt bzw. auf letzterem auch Orgel. Neben ihm war Ken Perry für das Mastering verantwortlich. Das Artwork wurde von Bassist Jeff Ament zusammen mit Rich Frankel, Walberg Design sowie den Fotografen Lance Mercer und Josh Taft kreiert. Außerdem war als Toningenieur Don Gilmore an der Produktion beteiligt. Die erste Single des Albums wurde Hunger Strike, zu der die Band unter der Leitung von Paul Rachman ihr einziges Musikvideo im Discovery Park drehte. Im Hintergrund der aufführenden Band sieht man Bainbridge Island, die Heimat von Andrew Wood. Weitere Singles waren Say Hello 2 Heaven und Pushin Forward Back.

## Titelliste
Alle Songtexte wurden von Chris Cornell geschrieben. Auch an die Musik hat fast ausschließlich nur Cornell komponiert. Außer bei Pushin Forward Back haben Jeff Ament und Stone Gossard an der Musik mitgewirkt. Bei Times of Trouble und Four Walled World komponierte nur Gossard mit Cornell die Musik.
| #  | Titel               | Länge | Bemerkung     |
| -- | ------------------- | ----- | ------------- |
| 1  | Say Hello 2 Heaven  | 6:22  | Zweite Single |
| 2  | Reach Down          | 11:11 |               |
| 3  | Hunger Strike       | 4:03  | Erste Single  |
| 4  | Pushin Forward Back | 3:44  | Dritte Single |
| 5  | Call Me a Dog       | 5:02  |               |
| 6  | Times of Trouble    | 5:41  |               |
| 7  | Wooden Jesus        | 4:09  |               |
| 8  | Your Saviour        | 4:02  |               |
| 9  | Four Walled World   | 6:53  |               |
| 10 | All Night Thing     | 3:52  |               |

## Rezeption
Von Kritikern wurde das Album größtenteils positiv aufgenommen. Im Rock Hard vergab Thomas Kupfer neun von zehn möglichen Punkten. Er beschrieb den Stil als „Mischmasch aus Seventies-Influences und Psychedelic-Auswüchsen“, die in solch einer Intensität kaum zu überbieten seien. Er lobte vor allem die Gitarrenarbeit, die sich für ihn wie „im Drogenrausch eingespielt“ anhört. Auch hob er den Gesang Cornells in Zusammenhang mit der Instrumentalisierung hervor: „[...] ellenlange Instrumentalpassagen und mittendrin die Vocals von Chris Cornell, die mal schmeichelnd, dann wieder gebrochen, dann wieder beschwörend, fast flehend klingen.“ Faszinierend wäre auch die Tatsache, dass die Lieder niemals „abgepfiffen“ klängen.

## Kommerzieller Erfolg

### Chartplatzierungen
Das Album schaffte es zunächst nicht in die Charts zu gelangen. Erst durch das erfolgreiche Debütalbum von Pearl Jam Ten, welches bis auf Platz zwei der Billboard 200 kam, erregte das Projekt größere Aufmerksamkeit. So platzierte sich Temple of the Dog 1992 auf Platz fünf der US-Charts.
| ChartsChartplatzierungen       | Höchstplatzierung | Wochen |
| ------------------------------ | ----------------- | ------ |
| Schweiz (IFPI)                 | 77 (1 Wo.)        | 1      |
| Vereinigte Staaten (Billboard) | 5 (48 Wo.)        | 48     |

Die erste Single Hunger Strike schaffte ihren einzigen Einstieg in eine reguläre Hitliste in Europa im Vereinigten Königreich, wo der Song auf Platz 51 platziert war und sich zwei Wochen in den Charts hielt.

### Auszeichnungen für Musikverkäufe
Das Album erhielt noch im Erscheinungsjahr eine Platin-Auszeichnung für über eine Million verkaufte Exemplare. Auch in Kanada sicherte sich die Band die Schallplatte für über 100.000 verkaufte Einheiten.
| Land/Region                  | Auszeichnungen für Musikverkäufe (Land/Region, Auszeichnung, Verkäufe) | Verkäufe  |
| ---------------------------- | ---------------------------------------------------------------------- | --------- |
| Kanada (MC)                  | Platin                                                                 | 100.000   |
| Neuseeland (RMNZ)            | Gold                                                                   | 7.500     |
| Vereinigte Staaten (RIAA)    | Platin                                                                 | 1.000.000 |
| Vereinigtes Königreich (BPI) | Silber                                                                 | 60.000    |
| Insgesamt                    | 1× Silber · 1× Gold · 2× Platin ·                                      | 1.167.500 |